# Netelia nanaki
Netelia nanaki är en stekelart som beskrevs av Kaur och Jonathan 1979. Netelia nanaki ingår i släktet Netelia och familjen brokparasitsteklar. Inga underarter finns listade i Catalogue of Life.